# Arraya de Oca
Arraya de Oca est une commune d'Espagne dans la communauté autonome de Castille-et-León, province de Burgos. Elle s'étend sur 12,25 km2 et comptait environ 56 habitants en 2011.